# Brunstatt

Brunstatt este o comună în departamentul Haut-Rhin din estul Franței. În 2009 avea o populație de 6.145 de locuitori.

## Demografie
| An        | 1975  | 1982  | 1990  | 1999  | 2006  | 2009  |
| --------- | ----- | ----- | ----- | ----- | ----- | ----- |
| Populație | 5.047 | 4.887 | 5.160 | 5.536 | 6.180 | 6.145 |